# إدموند جوجون
إدموند جوجون ولد في سكيكدة في الجزائر في 11 أبريل 1886 وتوفي في 5 أبريل 1935. وهو شاعر فرنسي. حصل جائزة فيمينا الأدبية عام 1920.
جوجون في الأصل من الجزائر الفرنسية، عاد بعد دراسته في مدرسة هنري الرابع في باريس وفي عام 1903م أسس مجلة ليسور (بالفرنسية: L’Essor) مع زملاء له سابقين في المدرسة، وذلك في الجزائر العاصمة، ثم نشر في السنة التالية مجموعة من القصائد البرناسية والرمزية. ومن إنجازاته تكييف مقالة أنا أتهم (بالفرنسية: J'accuse ...!) التي كتبها إميل زولا عام 1898م حول قضية دريفوس. لـتمثل على شكل فيلم بنفس العنوان عام 1919.